# غريغ هوارد (عازف قيثارة)
غريغ هوارد (بالإنجليزية: Greg Howard)‏ هو عازف قيثارة وملحن أمريكي، ولد في 1964 في واشنطن العاصمة في الولايات المتحدة.

## وصلات خارجية
- الموقع الرسمي
- غريغ هوارد على موقع ميوزك برينز (الإنجليزية)